# Histoire de l'Amérique latine
 (septembre 2019).
Si vous disposez d'ouvrages ou d'articles de référence ou si vous connaissez des sites web de qualité traitant du thème abordé ici, merci de compléter l'article en donnant les références utiles à sa vérifiabilité et en les liant à la section « Notes et références ».
Bien que peu documentée, l'Histoire de l'Amérique latine préhistorique est aussi ancienne que celle de l'Europe.
L'histoire précolombique la plus connue traite des Mayas, Incas, et autres civilisations andines qui ont peut-être été finalement très avancées pour l'époque. Mais l'arrivée des conquistadors ibériques, et des maladies infectieuses qu'ils ont amenées, engendra l'effondrement des empires locaux, et finalement la colonisation hispano-portugaise.
Vers 1800, les idées révolutionnaires françaises et américaines encouragèrent la quête d'indépendance, mais Simón Bolívar et José de San Martín ne réussirent pas à conserver une entité latino-américaine unie. Le XIXe siècle efface le modèle vassal/seigneur par celui des Caudillo où le riche est puissant et n'a cette fois aucun devoir moral envers le pauvre. L'Amérique latine est alors convoitée par les Européens qui investissent d'importants capitaux et interviennent dans les affaires politiques des États. Le XXe siècle est dominé par le poids des États-Unis, tandis que le XXIe siècle s'amorce avec la volonté d'unification et d'affirmation nouvelle.

## Histoire précolombienne

### Peuplement de l'Amérique latine
Les origines du peuplement de l'Amérique soulèvent de nombreux débats parmi les spécialistes. Les modalités et la chronologie de ce peuplement sont toujours discutées et réévaluées en fonction des découvertes. Jusqu'à une date récente, la théorie la plus couramment admise était celle d'une migration de peuples asiatiques par le détroit de Béring pendant la dernière époque glaciaire. En effet, la dernière glaciation avait provoqué l'abaissement du niveau moyen des mers et des océans et dégagé la Béringie entre l'Asie et l'Amérique du Nord. Les chasseurs nomades de la Sibérie purent alors entrer à pied sec dans l'actuelle Alaska, puis coloniser l'ensemble du continent dans les siècles qui suivirent. Ce passage remonterait à 15 000 / 10 000 ans avant notre ère.
De nombreux sites préhistoriques ont été fouillés en Amérique latine et ont permis d'affiner les connaissances sur le peuplement du continent. Au Brésil, la caverne Lapa Vermelha dans le Minas Gerais abritait le squelette de Luzia. Les grottes de Pedra Furada, au nord du Brésil, où sont peintes des peintures rupestres, bien plus anciennes que le site Clovis naguère utilisé pour appuyer l'hypothèse de la migration par le pont de Behring, permettrait, selon Yves Coppens, d'envisager un peuplement par l'Afrique il y a près de 100 000 ans. Au Mexique, la Basse-Californie et le site d'El Cedral sont parmi les plus renommés. La femme de Peñón et l'homme de Tlapacoya furent découverts dans la région de Mexico.
Enfin, beaucoup plus récemment, il est vraisemblable que des Mélanésiens ou/et Polynésiens aient eu des contacts anciens avec l'Amérique latine, ce qui serait attesté entre autres par la commune présence de la patate douce dans ces endroits, voire par des études génétiques sur divers poulets, dont ceux issus de la race chilienne Araucana. Des analyses génétiques de restes d'Amérindiens Botocudos, vivant au Brésil, ont aussi suscité des questions à ce sujet, sans toutefois pouvoir assurer quoi que ce soit de certain.

### Civilisations méso-américaines
Les premières civilisations apparurent avec la poterie, l'architecture monumentale et les premières villes. La culture Tlatilco s'épanouit dans la vallée de Mexico entre 1250 et 800 av. J.-C. Les Olmèques dominent la Mésoamérique de -1200 jusqu'à -500 Ils utilisent une écriture et développent un art raffiné (sites de La Venta et San Lorenzo Tenochtitlán). La civilisation maya, apparue au IIIe millénaire av. J.-C., connaît son apogée du IIIe  au  Xe siècle avant de connaître une décadence progressive et de disparaître au moment de la conquête espagnole au XVIe siècle. Les Mayas édifièrent d'imposants temples et pyramides, avaient des connaissances en astronomie, comme en témoignent les multiples cycles du calendrier maya, et en mathématique, avec une numération de position en base 20 comprenant le zéro. Les autres civilisations de la région furent les Zapotèques (région actuelle d'Oaxaca), les Mixtèques et les Totonaques.
C'est sous l'ère classique (vers 200-900) que se développa la civilisation de Teotihuacán qui rayonna sur l'ensemble de la Mésoamérique. La construction de la cité commença vers -300. La Pyramide du Soleil, l'une des plus hautes d'Amérique, fut achevée en -150. La cité connut son apogée entre 150 et 450 de notre ère. Elle s'étendait sur une superficie d'environ 30 km2 et abritait plusieurs milliers d'habitants. Elle s'effondra au VIIe ou VIIIe siècle peut-être à cause d'invasions ou de troubles sociaux.
Enfin, au début du XVe siècle, les Aztèques fondent un empire qui domine l'ensemble de la Mésoamérique.

## 1500c-1820c: les colonies ibériques

Mare clausum (en) ibérique, façon planisphère
Mare clausum (en) ibérique, façon plane
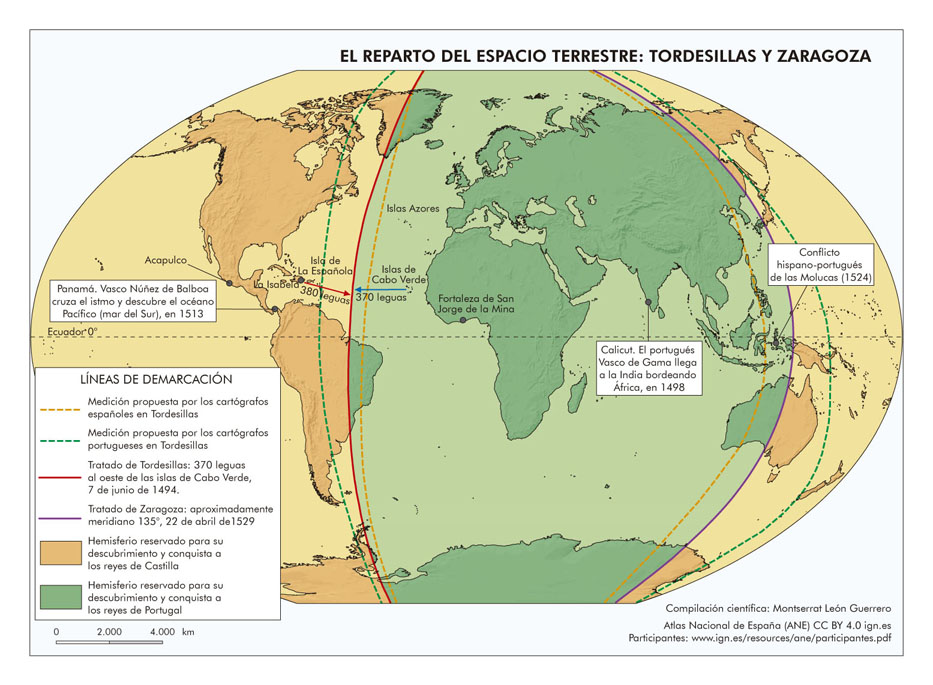
Lignes de démarcation
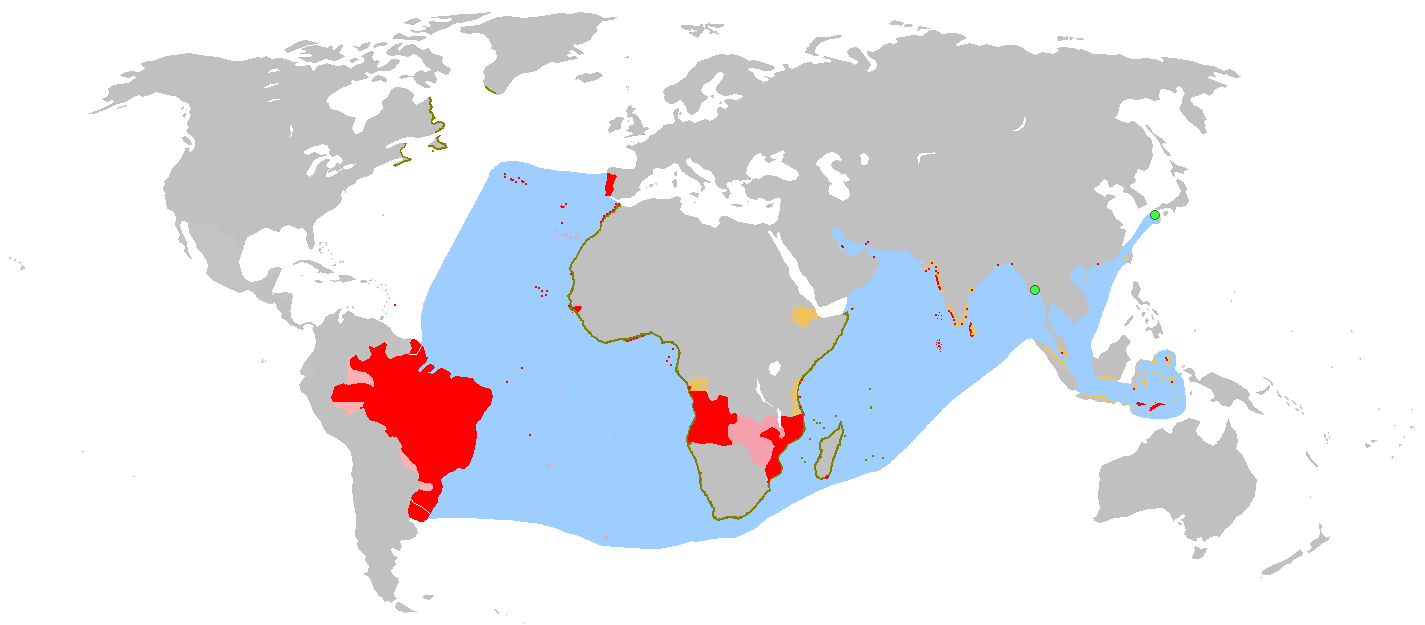
Empire portugais

### La conquête du continent sud-américain

#### Les principales étapes
La conquête de l'Amérique latine débuta dès la fin du XVe siècle : elle succéda à une phase d'exploration et de prise de contact avec les Amérindiens. Jusqu'au milieu du XVIe siècle, les conquistadors progressent rapidement en anéantissant les deux grands empires aztèque et inca. Mais certaines régions sont loin d'être contrôlées à cette époque : ainsi les régions au Nord du Mexique se soulèvent encore au XVIIe siècle tandis qu'il faut attendre la fin du XIXe siècle pour que les Mapuches (Araucans) soient pacifiés au Chili. D'autre part, l'Amazonie reste en grande partie isolée pendant plusieurs centaines d'années.
Au cours de ses quatre expéditions (1492-1504), Christophe Colomb explore l'espace caraïbe pour le compte des Rois catholiques d'Espagne Isabelle de Castille et Ferdinand II d'Aragon. Ces derniers le nomment avant son premier départ amiral, vice-roi des Indes et gouverneur général des îles et terre ferme qu'il découvrirait. Les îles des Antilles et des Caraïbes sont d'abord exploitées pour l'or puis pour le sucre. Christophe Colomb navigue également le long de l'isthme de Panama et du Honduras actuel.
Dès 1493-1494, Espagnols et Portugais se partagent le monde en zones d'influence sous l'égide du pape (bulle Inter caetera et traité de Tordesillas). Finalement, l'Espagne reçoit tous les territoires américains à l'ouest de la longitude 39°53'W.
Les découvertes se succèdent dans le premier tiers du XVIe siècle : Pedro Álvares Cabral (1467-1520) débarque au Brésil en 1500. En 1513, Vasco Núñez de Balboa aperçoit pour la première fois l'océan Pacifique, depuis une colline à l'est de l'isthme de Panama. L'expédition de Fernand de Magellan franchit le détroit de Magellan au sud de l'Argentine et réalise le premier tour du monde en 1519-1521.
À partir de 1519, les Espagnols conquièrent les deux principaux empires de l'Amérique latine : Hernán Cortés est victorieux des Aztèques et fait raser leur capitale Tenochtitlan. Francisco Pizarro se rend maître de l'Empire inca en jouant sur les rivalités politiques.
Depuis l'ancien empire aztèque, les conquistadores découvrent et s'installent dans le Yucatán, le Guatemala, le Honduras, le Costa Rica et le Panama. Des expéditions sont envoyées vers le Nord du Mexique et jusque dans le Sud-Ouest des États-Unis actuels.

#### Caractéristiques de la conquête

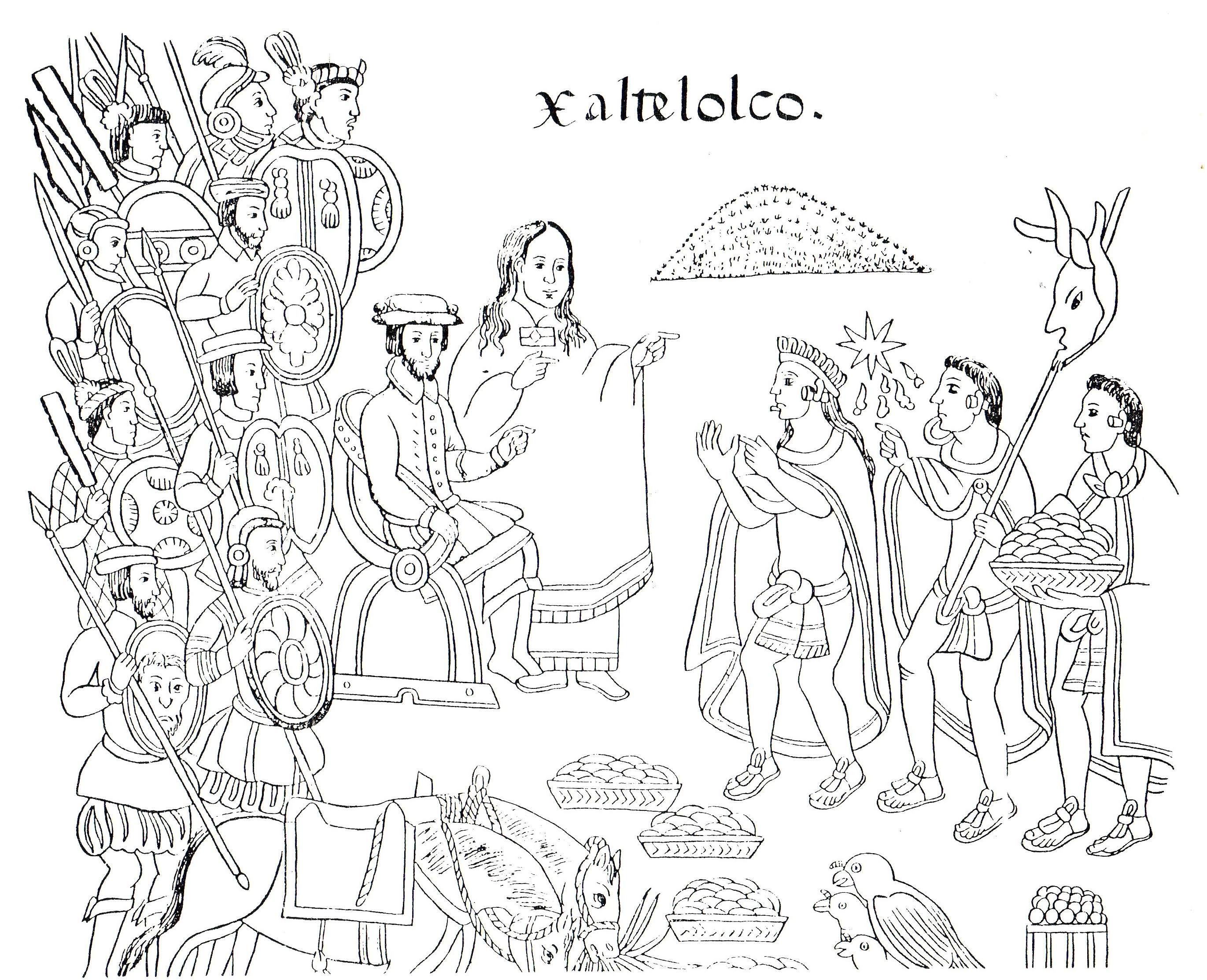
Cortés

Contrairement à l’Amérique anglo-saxonne, l'Amérique latine a d'abord été conquise avant d'être colonisée.
Les conquistadores espagnols devaient passer un contrat avec la Couronne pour coloniser les territoires découverts. Ils étaient surtout motivés par les promesses d'enrichissement et par le goût de l'aventure. Les monarchies ibériques cherchaient quant à elles à gagner en puissance, à trouver une route vers les Indes et à évangéliser les territoires conquis. La Reconquista a provoqué la migration des Espagnols et laissé des sans-emplois qui sont ensuite partis vers l’Amérique.
Si les conquistadores ont connu des revers et des difficultés telles que les maladies, la conquête des empires aztèque et inca fut relativement rapide. Plusieurs raisons permettent de comprendre comment les petites troupes de Cortés et de Pizarro ont fait chuter ces deux civilisations. Les Espagnols disposaient d'armes supérieures à celles des Amérindiens, en particulier l'arbalète. Les chevaux, inconnus des peuples précolombiens, ont pu susciter l'effroi, au moins dans les premiers contacts. Les conquistadores ont surtout su tirer parti des divisions entre Amérindiens : ainsi, l'armée de Cortés comptait de nombreux indigènes hostiles à la domination aztèque. Le choc viral a également joué en faveur des Européens.

Empires espagnol et portugais, 1790.

### L'effondrement démographique
La conquête de l'Amérique par les Ibériques entraîna une importante dépopulation. L'ampleur du phénomène est difficile à établir avec exactitude. En 1492, l'Amérique latine aurait compté entre 20 et 40 millions de personnes, peut-être jusqu'à 70 millions selon d'autres auteurs. Au début du XIXe siècle, il ne restait plus que 15 millions d'habitants dans l’Amérique espagnole dont 7 millions pour la Nouvelle-Espagne et ses dépendances, 3,3 millions au Brésil.
La principale raison de l'effondrement démographique est bien connue : les Européens apportèrent avec eux des maladies contre lesquelles les Amérindiens n'étaient pas immunisés (rougeole, variole, grippe) ; de nombreux Indiens furent également sous-alimentés et exploités. La dépression a frappé bon nombre de latino-américains exploités qui tombent dans l'alcoolisme. D'autres furent massacrés au cours des guerres et des expéditions. Les Taïnos, Indiens des Grandes Antilles furent réduits en esclavage, connurent la famine et furent poussés au suicide (les femmes tuaient leur nouveau-né en leur donnant du manioc non traité).

### L'organisation des colonies ibériques

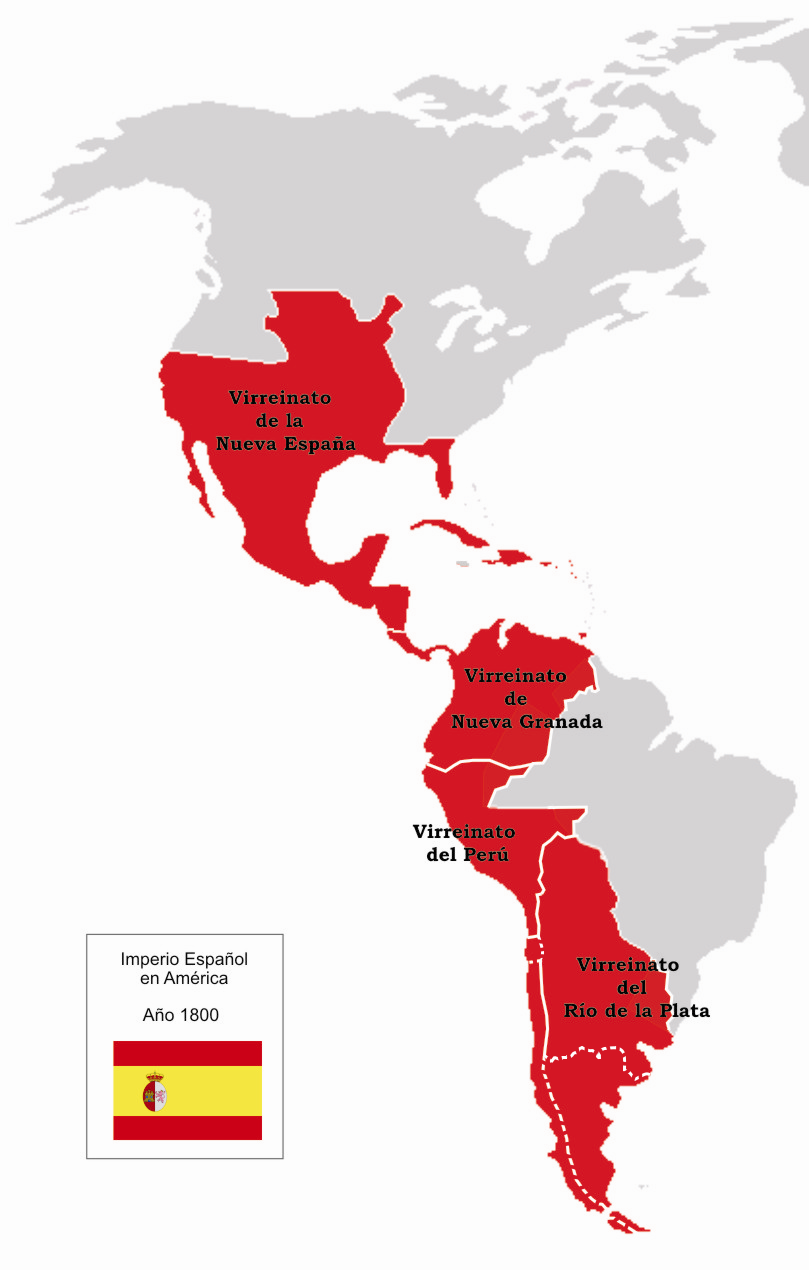
L'Empire espagnol en Amérique vers 1800

Une fois les territoires conquis, les Ibériques ont créé des institutions afin de contrôler les populations et de faire rentrer l'impôt.
En Espagne, le conseil des Indes était chargé de conseiller les souverains et d'élaborer les lois et ordonnances des colonies. Il s'occupait également de la correspondance administrative et servait de haute cour de justice. La Casa de Contratación, fondée en 1503 à Séville, régentait les relations commerciales et maritimes, veillait à la rentrée des revenus royaux comme le quint.
Les institutions de l'Amérique espagnole s'inspirent grandement de celles mises en place dans la métropole à l'occasion de la Reconquista : les territoires conquis sont divisés en vice-royautés (Vice-royauté de Nouvelle-Espagne, Vice-royauté de Nouvelle-Grenade, Vice-royauté du Pérou, Vice-royauté du Río de la Plata, Vice-royauté du Brésil, etc.), confiées à des adelantado, c'est-à-dire des gouverneurs choisis par le roi ; puis la Couronne fait appel à un vice-roi. Ce dernier possède des pouvoirs étendus : il surveille l'exploitation des mines, surveille l’évangélisation et préside l’audiencia.
L'audiencia représente l’autorité royale. Elles sont fondées dans les principales villes de l'empire à partir du XVIe siècle (1527 à Mexico, 1542 à Lima, 1661 à Buenos Aires, etc.). Elles sont dirigées par des auditeurs (oidores) qui nommaient des enquêteurs (visitadores). Les audiencias sont subdivisées en corregemientos. L’audiencia surveille les fonctionnaires et l’administration coloniale.
Les municipalités (Ayuntamientos) avaient dans les premiers temps une grande marge d'autonomie vis-à-vis du vice-roi. Elles sont gouvernées par un conseil municipal de 12 regidores et un maire (alcade mayor).
En raison de l’immensité du continent et de son isolement, les fonctionnaires et les représentants du pouvoir espagnol disposaient d'une relative autonomie de fait.
La Couronne espagnole percevait des impôts sur le commerce ; chaque Amérindien pouvant travailler devait payer un tribut (alcabala). Le quint (quinto) représentait 1/5e des revenus des mines.
À la fin du XVIIe siècle, la monarchie espagnole entre dans une période de déclin. L'avènement des Bourbons au début du siècle suivant s'accompagne d'une réforme des institutions coloniales. En 1765-1761, onze intendances ont été mises en place sur le modèle français.
L'invasion napoléonienne de la péninsule ibérique amène des problèmes de gouvernance dans les colonies hispaniques. Les autorités locales étaient alors dans une situation compliquée, ils devaient décider s'ils appuyaient les revendications françaises ou s'ils les rejetaient et commençaient ainsi à se détacher de la couronne. La plupart des territoires n'ont pas accepté l'autorité française et ont continué d'exercer leur autorité au nom de l'Espagne.

### Économie des colonies ibériques

#### Agriculture
Les terres agricoles furent mises en valeur dans le cadre des encomiendas : il s'agissait de regrouper sur un territoire des centaines d'Indiens (la plus grande étant composée d'à peu près 300 d'entre eux) que l'on obligeait à travailler sans rétribution dans des mines et des champs. Ils étaient sous les ordres de l'Encomendero, un Espagnol à qui la Couronne d'Espagne avait confié une terre dont il pouvait jouir mais qui ne lui appartenait pas. L'encomendero devait administrer le domaine et veiller à l'évangélisation de ses Amérindiens. Le système des encomiendas fut créé par Isabelle la Catholique en 1503 ; il fut adapté du système de suzeraineté sur les terres reconquises aux musulmans en Espagne. Les lois nouvelles de 1542 devaient abolir les encomiendas à la mort de leur propriétaire ; cette décision provoqua une vague de protestation dans les colonies sud-américaines. Le souverain dut reculer et confirmer le régime de l’encomienda.
Les Européens implantèrent des espèces inconnues des Amérindiens, qui s'adaptèrent particulièrement bien sur les hauts plateaux : oranger, vigne, blé, bovins, chevaux, porcs. L'introduction du vin entraîna une catastrophe sociale : les Aztèques et les Incas n'avaient pas l'habitude de boire et l'ivresse était punie sévèrement. La consommation de la coca autrefois réservée à une élite, devint libre.

#### Mines

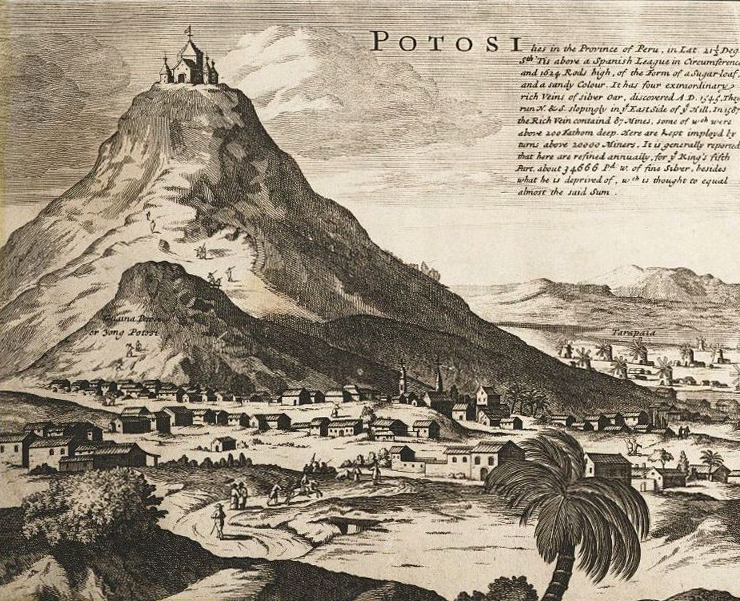
Potosi

La production d'or débuta dans les Antilles et les Caraïbes dans le cadre d'une économie de pillage à court terme et de prédation. Les Espagnols utilisèrent une main d'œuvre amérindienne qui s'épuisa rapidement.
La découverte des mines d’argent au Mexique (Taxco, Zacatecas) et en Bolivie (Potosi) provoqua un afflux important de métal précieux dans la métropole. Les mines étaient exploitée dans le cadre de la mita des Incas et du tequitl au Mexique. Dans les années 1558-1560, la technique de l'amalgame fut introduite dans les mines d'argent au Mexique, ce qui augmenta la productivité. Mais c'est à la fin du XVIIIe siècle que la production fut la plus importante dans ce pays.

#### Commerce et transports
Le commerce était régi par le Pacte colonial et le mercantilisme : la métropole se réservait le monopole du commerce. Jusqu’en 1680, les bateaux devaient impérativement aller à Séville puis à Cádiz jusqu’en 1778. Le commerce fut interdit entre les provinces de l’Amérique coloniale jusqu’en 1778 ; mais contrairement aux Anglais, les Espagnols n’ont pas cherché à imposer un monopole industriel dans leurs colonies qui pouvaient produire. Charles Quint encouragea même la production de soie en Nouvelle-Espagne. Cependant, au XVIIe siècle, les États ibériques n'étaient plus capables de fournir des produits manufacturés à l’Amérique coloniale ce qui provoqua le développement de la contrebande et les échanges avec d'autres pays européens et avec les États-Unis à la fin du XVIIIe siècle.

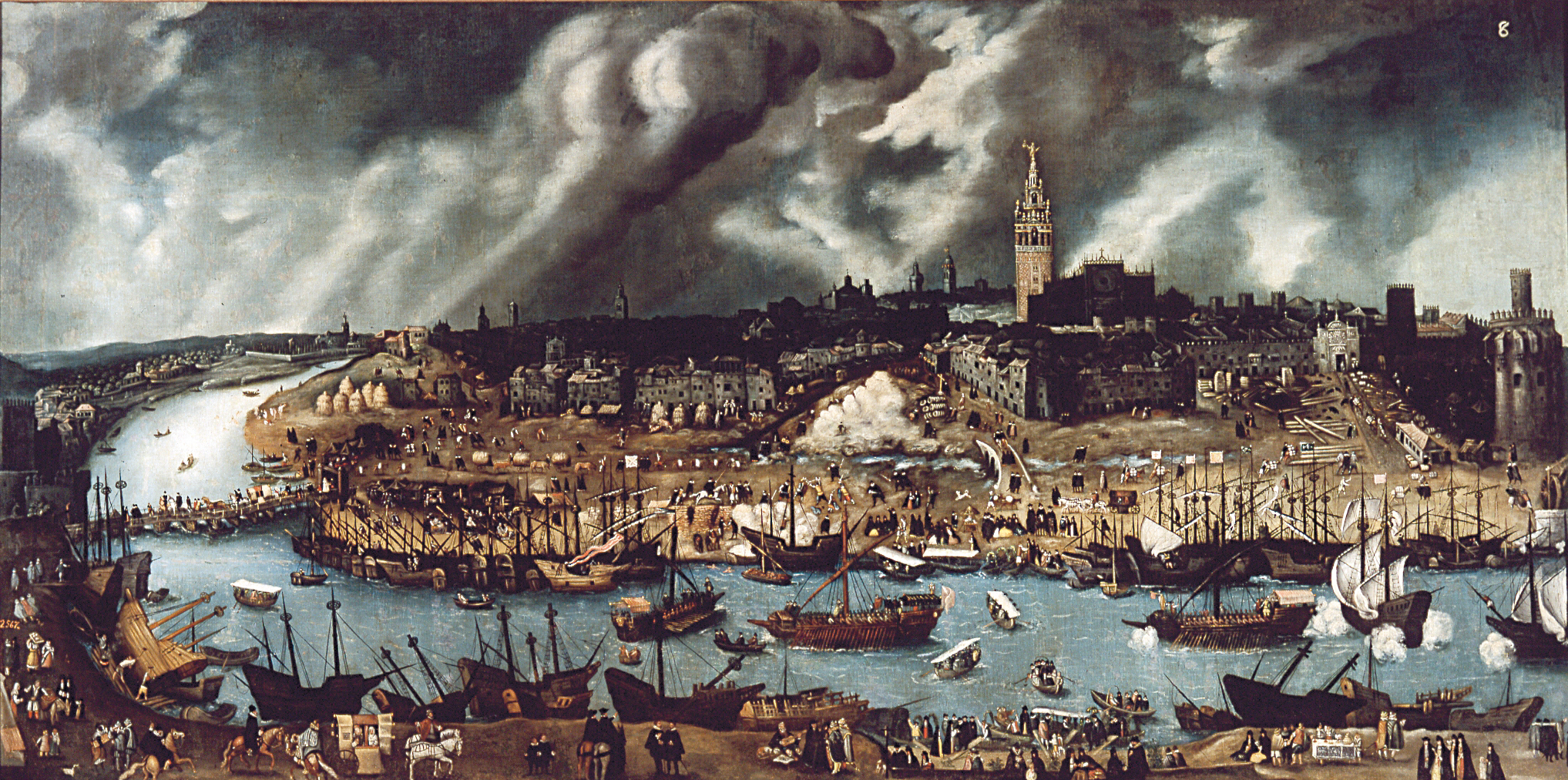
Séville au XVIe siècle, peinte par Alonso Sánchez Coello

Un autre trafic fructueux dans l'Amérique latine fut celui des esclaves. Au XVIe siècle, des compagnies d’hommes de guerre espagnols faisaient le trafic des Amérindiens revendus à Cuba ou Hispaniola. La Couronne espagnole hésita sur la position à tenir face à l'esclavage. D'un côté elle condamnait l'esclavage des Amérindiens, mais l'autorisait de l'autre lorsqu'il s'agissait des Taïnos anthropophages. L'esclavage était possible dans le cadre d’une « guerre juste ».
Les conquistadores reprirent à leur profit la pratique de l'esclavage domestique et du troc d'esclaves pratiqués par les sociétés amérindiennes. Par la cédule royale de 1548, l’esclavage des Amérindiens fut officiellement aboli dans les colonies espagnoles. La pratique de l'esclavage des Africains existait déjà dans l’industrie sucrière aux Canaries, en Andalousie, en Sicile et à Madère à la fin du XVe siècle. Elle fut naturellement introduite dans l'Amérique latine.
Les Aztèques n'avaient pas d'animaux de bât ou de trait. Dans les Andes, les mules européennes remplacèrent les lamas qui ne pouvaient transporter plus de 25 kg. Les chevaux furent la plupart du temps réservés aux Blancs ou aux métis vaqueros par exemple dans le nord du Mexique.

### Société et acculturation

#### Église et christianisation

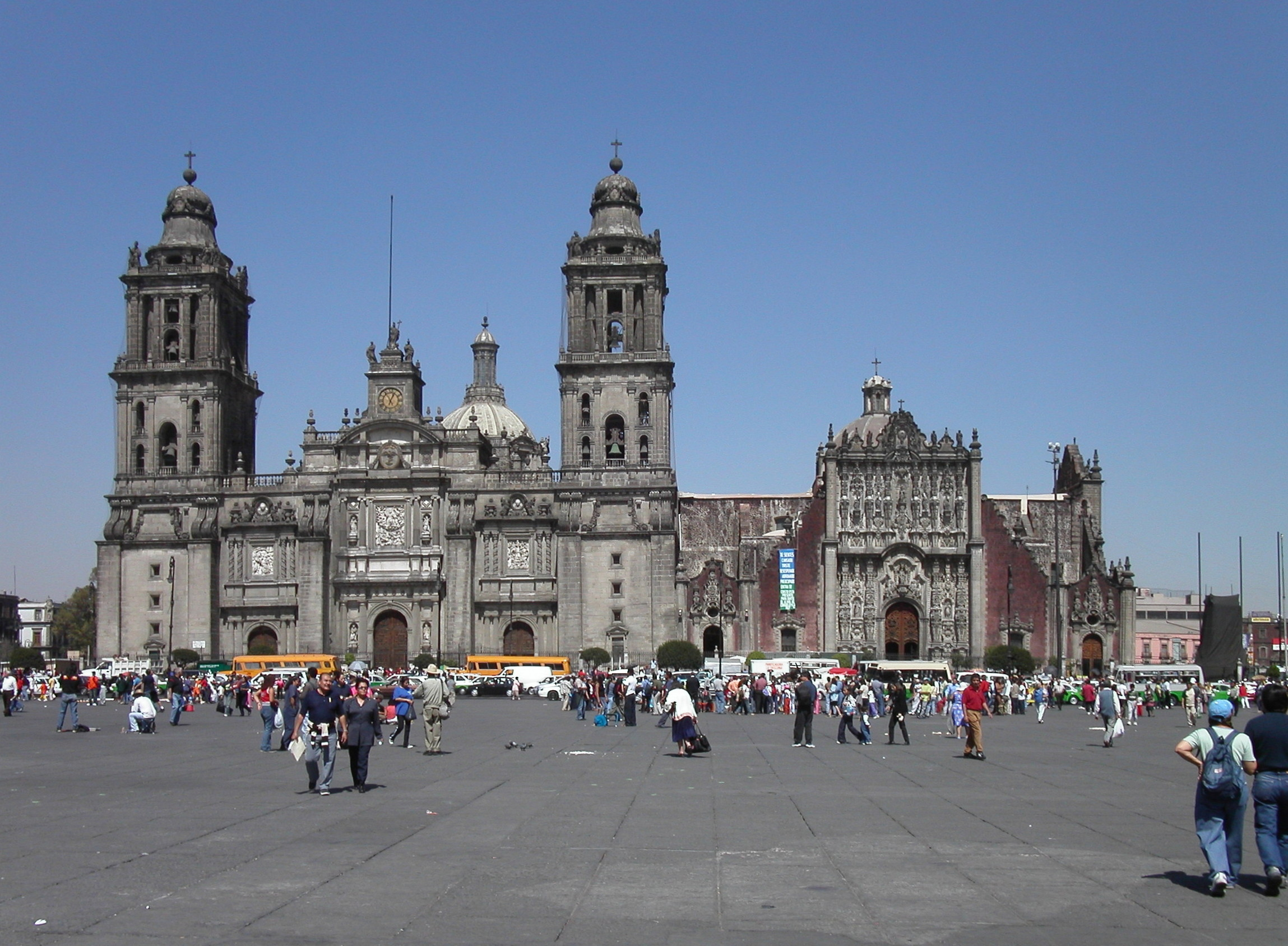
Cathédrale de Mexico

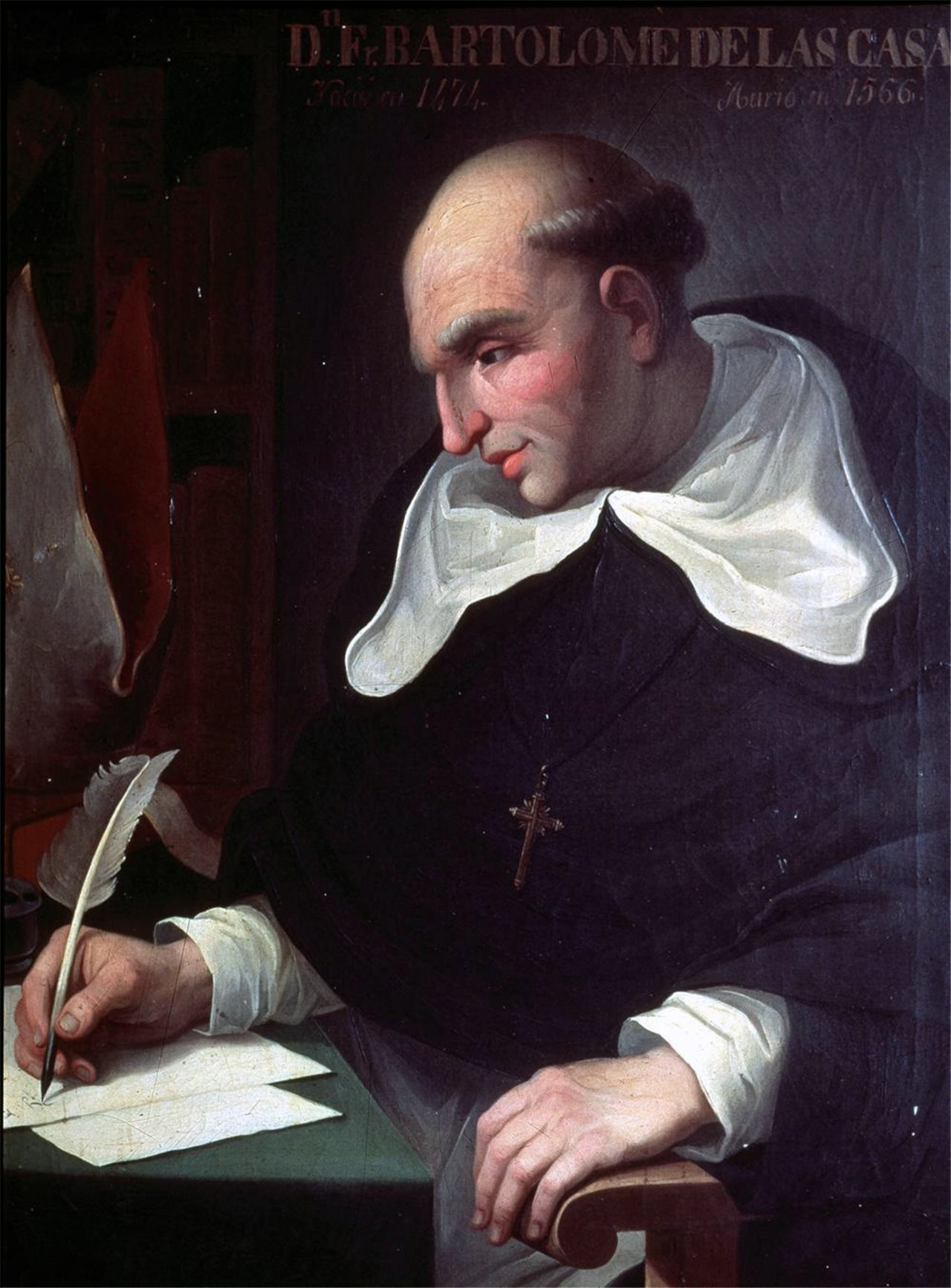
Bartolomé de Las Casas

L'Église catholique fut l'un des agents d'encadrement des Amérindiens et l'une des structures du territoire latino-américain dès le XVIe siècle. Le roi d'Espagne nommait aux charges ecclésiastiques par l’intermédiaire du conseil des Indes ; par la bulle de 1501, il levait également les dîmes. En 1512, le pape autorise les souverains espagnols à nommer les évêques.
Le clergé du Nouveau Monde concentra ses efforts à évangéliser les Amérindiens. Les ordres mendiants s'implantèrent dans les villes et les villages. Les dominicains et les franciscains commencèrent par évangéliser les prêtres amérindiens et les notables en leur montrant que leurs dieux n’avaient pu empêcher la conquête espagnole. L’Inquisition entra en fonction à Mexico en 1571. Le collège de Tlatelolco devait pour former un clergé indigène et un catéchisme en nahuatl est rédigé. En 1559, on dénombre 80 couvents franciscains en Nouvelle-Espagne. Les dominicains fondèrent des pueblos chez les Mixtèques afin d'écarter les Amérindiens des Espagnols.
L'évangélisation du Pérou fut plus longue et moins profonde à cause des guerres civiles et du manque de clercs. Les prêtres espagnols s’attaquent aux cultes funéraires incas alors que les huacas, lieux de sépulture incas, sont pillés. Le premier concile de Lima se réunit en 1545-1549 pour interdire les pratiques païennes.
Les jésuites eurent un rôle important au XVIIe siècle et jusqu'en 1767, date de leur expulsion. Ils fondent par exemple des missions au Paraguay ou en Bolivie. Ils instaurent des réductions sur lesquelles ils dispensent aux Amérindiens une protection tyrannique.
L'attitude du clergé face aux cultes précolombiens et aux sacrifices aztèques fut souvent violente : à Mexico, l’évêque Zumarraga fit détruire des centaines de livres aztèques. Mais certains clercs ont pris la défense des Amérindiens et ont cherché à comprendre leur culture : Bartolomé de las Casas (1484-1566) écrivit le code des Nouvelles Lois (1545) qui ne fut jamais appliqué. Bernardino de Sahagún fut à l’origine de travaux ethnologiques sur les sociétés précolombiennes. On peut également citer Andrés de Olmos, Diego Durán, Cieza de Leon, Juan de Betanzos, Cristobal de Molina, José de Acosta, etc.
L'évangélisation ne fut jamais totale : certaines régions échappaient au contrôle de l'Église et beaucoup d'Amérindiens furent baptisés mais continuèrent à pratiquer leurs anciens cultes. De nombreux Incas cachaient leurs idoles et pratiquaient encore des sacrifices d’animaux dont ils extirpaient le cœur. 
Au Mexique, au XVIe siècle, les indigènes ne furent pas admis dans les ordres ni dans les couvents. Les croyances précolombiennes se mélangèrent avec les dogmes catholiques : l'exemple le plus connu de ce syncrétisme est celui de Notre-Dame de Guadalupe qui peut être considérée d'une manière socio-historique comme la continuation catholique de la déesse de la fécondité Tonantzin dans la religion aztèque. 
La décoration des églises baroques révèlent encore de nombreuses indices de ce syncrétisme religieux.
Les structures religieuses disposaient d'une véritable économie, prêtant et investissant de grandes sommes d'argent. Les couvents survivaient grâce aux revenus des prêts, même s'ils avaient aussi des dettes à rembourser. Néanmoins, le manque d'expérience en comptabilité des sœurs et l’insuffisance de prestige de certains couvents contribuaient à mettre ces institutions de mauvaises situations économiques.

#### Acculturations
Les Européens ont aussi de leur côté tenté de faire correspondre les croyances amérindiennes à leur héritage culturel : les Amazones auraient ainsi vécu dans la région éponyme. Le peuplement amérindien aurait pour origine l'exode des dix tribus perdues d’Israël. Ou encore, le dieu aztèque Quetzalcóatl aurait été un apôtre.
En 1577, le roi Philippe II d'Espagne interdit l’usage des langues indigènes en Amérique.

## L'Amérique portugaise

### Économie
La révolution haïtienne (1791-1804) a énormément profité à l'économie de la colonie brésilienne. En effet, la colonie française de Saint-Domingue était une grande productrice de sucre. Les propriétaires brésiliens ont alors augmenté les productions de sucre, profitant de cette ouverture. D'autres ont investi dans la production de coton. Ainsi, l'agriculture brésilienne devint une source de revenus indispensable pour le Portugal.

## LeXIXesièclesous influence européenne
Repère utile, la notion de post-colonialisme, dans le cadre de l'Amérique latine, espagnole en particulier, pose problème.
La Junte centrale de gouvernement d'Espagne et des Indes elle-même ne dit-elle pas, dans son décret du 22 janvier 1809 que les domaines de la Couronne de Castille aux Indes « ne sont pas à proprement parler des Colonies, ou Factories comme celles des autres nations ? ». En effet, à l'aube du XIXe siècle, l'Amérique hispanique est constituée de royaumes (plus exactement vice-royaumes) rattachés directement au domaine de la Couronne de Castille : ce sont les Indes de Castille, l'autre pilier de la monarchie hispanique.
Un statut de colonie comparable par exemple aux colonies françaises ou britanniques est non seulement illégal et inédit, mais impensable pour les Espagnols d'Amérique. Or les progrès de l'absolutisme d'abord, sous le règne de Charles IV, du libéralisme ensuite, au sein des gouvernements provisoires dans la péninsule s'accompagne d'une confusion entre libéralisme politique et libéralisme économique (le mercantilisme gaditan), tendant à mettre les Indes au service des besoins ibériques.
C'est justement la propension croissante, mais très récente, de la péninsule à se considérer comme une métropole vis-à-vis de colonies dans le sens moderne du mot, qui est à l'origine du processus séparatiste en Amérique espagnole, qui lui-même se différencie selon les régions et royaumes et aboutit à la création de nations indépendantes.
En effet, en vertu du constitutionnalisme historique qui prévaut et de l'acculturation des élites créoles aux théories d'inspiration libérale (au sens politique), les Hispano-Américains sont tout à fait loyaux à la dynastie des Bourbons, et enclins à faire valoir, au nom de ce pactisme traditionnel, les droits des pueblos (droit des peuples). Méconnus par les gouvernements provisoires de la péninsule, dans le cadre des guerres napoléoniennes et de l'usurpation de Joseph Ier puis de la guerre d'indépendance espagnole, c'est cette double identité qui les motivent peu à peu à l'insurrection sous forme de juntes, puis de mouvements nationalistes.
Le cas du Brésil est nettement différent, car dans le temps où la dynastie espagnole était captive de Napoléon, la Couronne portugaise s'était réfugiée dans ses territoires d'outre-Atlantique. 

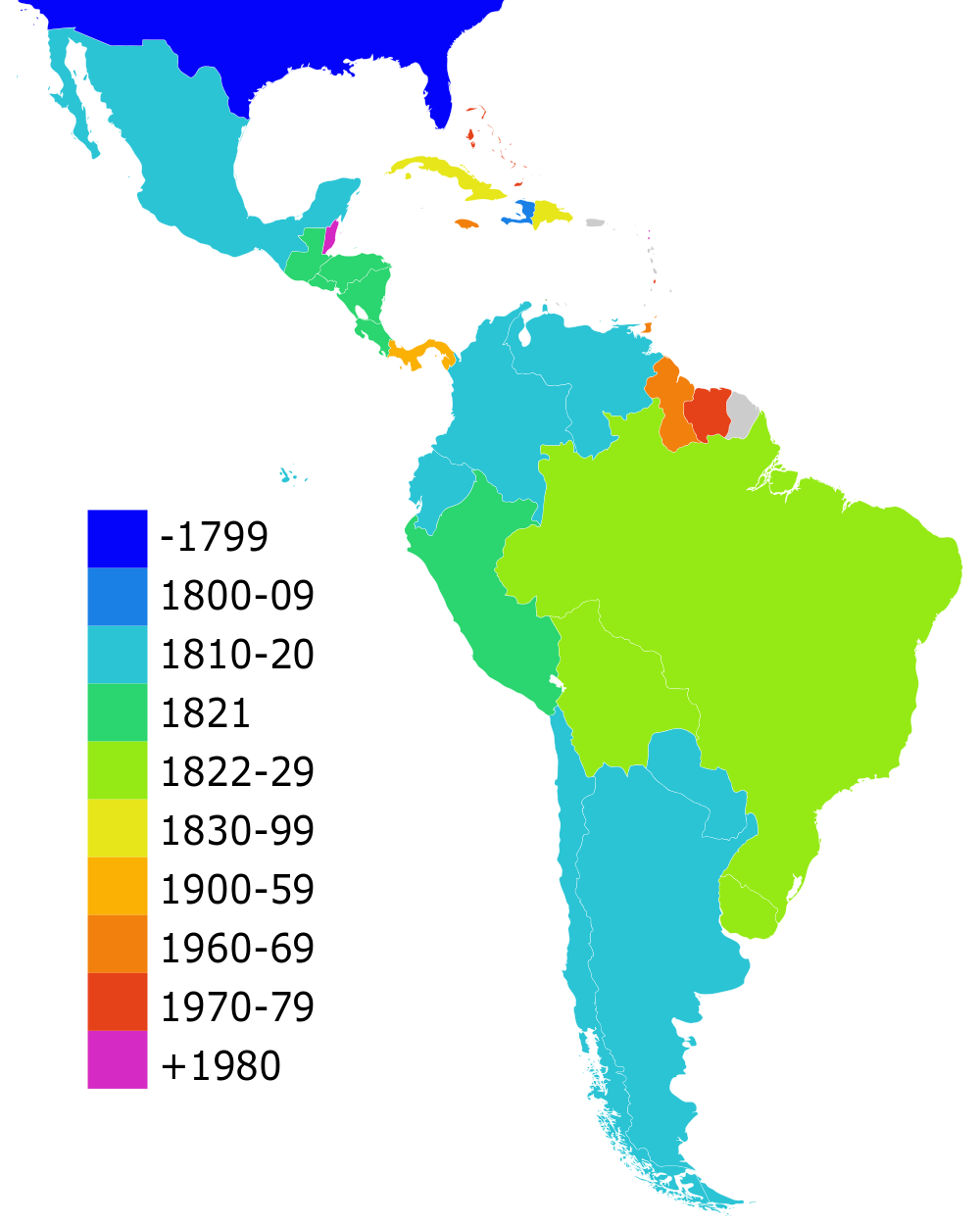
Pays d'Amérique latine selon leur accession à l'indépendance.

L'indépendance des pays d'Amérique latine a finalement permis la dislocation des structures et équilibres anciens, la justice et le pouvoir sont monopolisés par de nouveaux « propriétaires » et un nouveau droit favorisant la propriété.
Les ejidos sont mis en vente, ceux qui tenaient la terre en deviennent propriétaires par leur achat, les pauvres passent de la soumission au seigneur à la soumission économique, sans règle confucianiste de respect mutuel entre supérieur et vassal. La rentabilité pousse à acheter/exploiter toutes les terres : les pauvres n'ont plus de terre de réserve. Au Brésil, en 1901, 85 % des terres appartiennent à 1 % de la population, c'est le fruit du libéralisme. Or, dans les sociétés d'Amérique latine post-indépendantes, 2/3 des produits intérieurs brut sont le fruit d'exploitations agricoles ou d'élevages, monopolisé donc par ces propriétaires. Ces grands propriétaires contrôlent totalement l'activité locale puisqu'y étant le principal employeur et la principale source de revenu. Ils contrôlent donc également la politique locale. Mais ceci s'inscrit dans une société de travailleurs miséreux et peu politisés qui voient ces chefs locaux comme légitimes.
Cette économie de grand domaine est adaptée à l'économie de marché internationale, dont elle tire ses revenus, et subit les fluctuations de prix. L'inégalité de la condition de leurs travailleurs les encourage à la libre concurrence avec les états plus égalitaires. La période débutant en 1870 et s'achevant avant la Seconde Guerre mondiale voit une explosion des exportations commerciales. Les exportations étaient basées sur des produits miniers et issus de l'agriculture. On peut citer comme produit clé le guano péruvien ou le caoutchouc brésilien. L'Argentine en est l'exemple le plus flagrant. Cependant, cette progression importante des exportations est à contextualiser dans un contexte mondial relativement bon.
De plus, à cette même période les chemins de fer se développent énormément sur le continent. Les premiers chemins de fer ont été construits à Cuba, puis au Mexique. L'Argentine, le Brésil et le Mexique étendent grandement leurs chemins de fer. Le Brésil passe de 223 km de rails en 1860 à plus de 15 000 km en 1900,.
La réalité métisse est totalement niée au niveau des puissants, sauf au Mexique. La culture officielle est exclusivement européenne, catholique, positiviste, sauf au Mexique.
Malgré la proclamation de constitutions inspirées des constitutions américaine et française, le manque d'implication des populations laisse la mise en application à des bourgeois qui n'y ont pas réellement intérêt.
Après les tentatives d'une Grande Colombie, d'une République centre-américaine, d'États-Unis du Sud Modèle:Fait référence à quoi?, la nature floue des frontières pousse à de nombreux conflits interétatiques, alors que l'intérieur des pays est souvent agité par les luttes entre fédéralistes et centralistes qui ne s'imposent finalement que par l'action et la répression militaire des opposants. Il reste difficile de définir un espace national, une nation reflétant l'état, puisque ces états même ne s'identifient que grâce à leurs racines européennes, espagnoles ou portugaises, et que leur population officielle partage la même langue et les mêmes origines.
La modernisation des réseaux est en grande partie motivée par le besoin de contrôle sur l'ensemble de son territoire, et la capacité d'action rapide à ses frontières.
Cette militarisation de la société latino-américaine pousse à l'émergence récurrente de Caudillos, des chefs militaires dont la prise de pouvoir est légitimée par leurs aptitudes de chef de guerre, d'homme d'action. Ils confient le pouvoir local à des Corronel', des chefs locaux, tenant leur pouvoir de leur richesse personnelle et de leur fidélité politique au chef.
Les régimes sont soit présidentiels, peu libéral et assez démocratique ; soit parlementaires plus libéral, moins démocratique et plus oligarchique. Dans les deux cas, l'opinion du bas-peuple est diminuée. Le vote est de toute façon souvent conditionnel, favorisant une vie politique limitée à une oligarchie.
La vie politique, hormis les caudillos, est occupée par les conservateurs et les libéraux, qui dans les deux cas n'ont pas de politique sociale. Et les insurrections populaires, lorsqu'elles s'expriment, sont souvent instrumentalisées, et réprimées : 100 000 morts lors d'une révolte colombienne vers 1890.
Seuls quelques États parviennent à avoir une certaine démocratie : l'Uruguay, et partiellement l'Argentine, le Chili, le Costa Rica et la Colombie. Les autres sont clairement oligarchiques, parfois avec un soutien populaire.
Économiquement, l'Amérique latine est certainement dépendante de l'Europe, et si l'indépendance a laissé place à une dépendance accrue envers l'Angleterre, le XIXe siècle voit surtout l'augmentation de la dépendance envers les investissements provenant des États-Unis.
Vocabulaire particulier :
- Estancias et Haciendas : grandes exploitations fondées sur l'élevage ;
- Fazendas : plantations de café/sucre ;
- Ejidos : propriété collective, garantissant certains droits à chacun des membres de la communauté ;
- Propriété : le bien d'une seule personne, qui elle seule y a des droits.

## LeXXesièclesous influence américaine

### Années 1900-1920
Un tournant est signé avec l'intervention américaine à Cuba en 1898 et avec l'amendement Platt de 1902, qui autorise les États-Unis à intervenir à Cuba si cela leur semble nécessaire. La vieille doctrine Monroe de 1823, qui freine les interventions américaines, est ainsi remplacée par une doctrine du Big Stick, plus interventionniste pour la défense de ses intérêts.
En Colombie, la concession du canal de Panama est rachetée en 1903, mais les élites colombiennes s'opposent à cette mainmise américaine. Une insurrection panaméenne apparait alors, armée de matériel militaire marqué du signe "US". L'indépendance est imposée, et Panama devient un allié des États-Unis.
Au Mexique, Porfirio Díaz ayant promis en 1908 de se retirer du pouvoir, son grand âge ouvrant la porte a une foule d'ambitieux de tous bords pour prendre sa place, et de partis politiques pour la plupart porfiristes mais représentants d'ambitions personnelles divergentes. Francisco I. Madero, un libéral modéré qui veut surtout démocratiser le pays, se lance dans une campagne électorale pour défendre ses idées aux élections de 1910. Mais Díaz organise une septième élection truquée, qui, avec la chute des cours de l'argent métal et la baisse de valeur des exportations, lance la  Révolution mexicaine. Des soulèvements s'organisent et des leaders clefs apparaissent : Pablo González Garza (es), Pascual Orozco, Aquiles Serdán, Francisco Villa au nord, Emiliano Zapata dans le minuscule État de Morelos, et leur chef Madero. Porfirio Díaz, qui n'était pas soutenu par les États-Unis, démissionne le 27 mai 1911 pour éviter une guerre civile et s'exile au profit de Francisco I. Madero, qui est élu président le 6 novembre 1911 et bénéficie momentanément de la sympathie américaine. Madero entreprend un début de démocratisation, mais peu est fait dans le sens des revendications agraires, et Zapata continue la révolution. Le 18 février 1913 Victoriano Huerta, un général conservateur, organise avec le soutien des États-Unis un coup d'État : Madero est assassiné le 22. Les autres chefs révolutionnaires Villa, Zapata et Venustiano Carranza rejettent cet usurpateur, qui est bientôt lâché par les États-Unis car favorisant le capital britannique et allemand. Zapata et Villa, alliés, prennent Mexico en mars 1914, mais dans cette ville  moderne et industrieuse, ils ne sont pas sur leurs terres et préfèrent se retirer vers leurs bastions respectifs. Ceci permet, après la fuite de Huerta en juillet 1914, à Carranza de mener un combat pour la victoire. Il organise alors la répression de l'armée de Villa et des bandes Zapata, notamment par l'efficace général Álvaro Obregón, qui gagne de décisives victoires en 1915, prend Mexico et devient de facto président en octobre 1915. La constitution mexicaine de 1917 est proclamée, mais peu appliquée.
Sous les ordres de Carranza, qui favorise le capital allemand, ce qui lui valut des ennuis avec les Américains, Obregón continue sa pression militaire sur les rebelles. Zapata est finalement assassiné le 10 avril 1919 sur l'ordre de Carranza, qui sera lui-même assassiné le 15 mai 1920, laissant la place à Obregón, qui est élu président. Enfin en 1923, c'est Francisco Villa qui est assassiné, sur ordre d'Obregón.
Le Mexique est finalement pacifié par l'accession au pouvoir d'un militaire libéral, mais peu enclin à satisfaire les aspirations agraires de la masse paysanne.
Dans les années 1920 et 1930, les taux de scolarisation ont commencé à augmenter de manière rapide dans de nombreux pays, comme la Bolivie, la République dominicaine, le Mexique, ou le Venezuela. D'autres pays sont moins avancés dans le domaine éducatif à ce moment-là, c'est par exemple le cas du Nicaragua. Selon Luis Bértola les pays alors à la tête du classement furent ceux qui étaient à la périphérie du monde colonial espagnol, qui furent aussi les plus homogènes d'un point de vue ethnique, l'Argentine par exemple, et les moins inégaux économiquement.

### Années 1930-1960
L'arrivée de Franklin Roosevelt en 1933 permet la politique de bon voisinage et tolère certaines nationalisations et atteintes aux intérêts américains : l'amendement Platt est abrogé, « libérant » Cuba. Les marines quittent Haïti. Le président mexicain Cardenas nationalise certaines grandes entreprises américaines, crée la Pemex, et redistribue de nombreuses terres. Pendant la Seconde Guerre mondiale, de nombreux pays d'Amérique latine bénéficient du programme Prêt-bail (Lend-Lease) et d'autres programmes similaires, ce qui entraînera une modernisation à grande échelle et un grand élan économique pour les pays concernés. Le Brésil a été le seul pays à envoyer une force expéditionnaire sur le théâtre européen. Néanmoins, plusieurs nations ont été impliquées dans des escarmouches avec des U-Boots et croiseurs allemands dans la Caraïbe et l'Atlantique Sud. Le Mexique a envoyé un escadron de chasse avec 300 volontaires dans le Pacifique, appelés les aigles aztèques.
Après la Seconde Guerre mondiale, le capital humain est devenu un facteur essentiel au développement économique. La Banque mondiale, puis la Banque interaméricaine de développement, ont financé des travaux d'infrastructure, la construction d'universités et d'écoles, augmentant ainsi le taux de scolarisation.
Cuba théoriquement vouée essentiellement à la culture du sucre depuis 1860, dont 82 % va désormais sur le marché américain, est pourtant décrite comme étant le « bordel des États-Unis », où tout plaisir se trouve tant qu'on est riche. Les États-Unis interviennent plusieurs fois pour stopper toutes tentatives de soulèvement populaire, et maintenir des gouvernements cubains leur étant favorables. Le pays a une constitution socialement avancée, mais reste profondément corrompu, et une grande part des biens et exploitations sucrières sont aux mains de compagnies américaines. Depuis 1933, Fulgencio Batista est l'homme clef de Cuba. Sa prise de pouvoir autoritaire en 1952 aboutit à une dictature où la corruption perdure, et la présence américaine s'accroît. Certains révolutionnaires, tel Fidel Castro, organisent une révolution pour rétablir un État démocratique et éliminer la présence américaine.
Partis du Mexique sur un navire nommé Granma le 2 décembre 1956, les 82 barbudos de Castro sont finalement réduits à 13, et mènent une guérilla de montagne, dont l'action principale fut un travail de propagande, par exemple via Radio Rebelde. De plus en plus puissante face à une armée cubaine démotivée, la guérilla conquiert Cuba d'octobre 1958 au 1er janvier 1959.
Mais Castro, qui s'affirme d'abord comme non socialiste, engage finalement son pays dans les réformes agraires et les nationalisations de mai 1959 et surtout décembre 1960 qui poussent John Fitzgerald Kennedy à intervenir, c'est l'épisode de la Baie des Cochons, le 16 avril 1961. Mais au lieu de ramener Cuba dans la sphère américaine, cela radicalise sa position, et Cuba proclame son caractère socialiste, se rapproche de l'Union soviétique, et s'arme, menant à la crise des missiles de Cuba d'octobre 1962.
L'influence américaine se note aussi au Guatemala. En effet, le gouvernement du président Jacobo Árbenz Guzmán, élu démocratiquement, projetait des nouvelles réformes que les services de renseignement des États-Unis jugeaient de nature communiste. La CIA et l'administration de Eisenhower organisent alors un coup d'État en permettant un mouvement révolutionnaire grâce à l'opération PBSUCCESS (début 1953 - fin 1954). Le président guatémaltèque démissionne le 27 juin 1954 et laisse place à une junte militaire dirigée par Carlos Castillo Armas, qui se révèle être incompétent pour diriger le pays.

### L'Amérique latine autoritaire (1970-1980)
Pendant cette décennie, de nombreuses dictatures autoritaires sont apparues dans les pays (ex:Argentine) et de nombreuses milices sèmeront la terreur dans une majorité des pays, surtout dans la Forêt amazonienne. Ces dictatures resteront en place jusqu'aux années 1990. Après les chutes de ces dictatures, de nombreux scandales éclateront comme l'Affaire des enfants volés sous la dictature argentine.

### Démocratisation depuis 1990
Dès les années 1990 , les dictatures militaires tombent une par une et des élections libres formeront des gouvernements démocratiques ce qui permettra à l'Amérique Latine d'aller vers l'intégration économique. Dans les années 2000, de nombreux pays d'Amérique du Sud vont connaître un glissement à Gauche comme au Venezuela avec en 2008 l'élection d'Hugo Chávez.

### Diplomatie et démocratisation
Au XIXe et au tout début du XXe siècle les sociétés britanniques, françaises et espagnoles étaient les investisseurs principaux en Amérique latine, ils assuraient donc les gouvernements locaux selon leurs intérêts. Les gouvernements laissant leurs pays être exploités au profit des nations européennes étaient favorisés. Lorsque les États-Unis ont remplacé ces nations, faisant de l'Amérique latine leur chasse gardée, les intérêts économiques n'ont fait que changer de mains, les intérêts stratégiques sont restés les mêmes : favoriser des élites exploitants les productions locales à leur profit et à celui des États-Unis. Ce n'était pas l'heure de la générosité envers les amérindiens, leurs aspirations étaient stoppées par la violence des élites locales, et avec l'accord des États-Unis.

Les 2 blocs se disputent le monde de 1980, coupé entre pro-États-Unis ; pro-Union soviétique ; et Non-Alignés. Les Amériques sont sous tutelle des États-Unis.

Dans les années 1930-1960, les courants démocratiques, en faveur des classes moyennes blanches, se heurtaient déjà aux élites et aux intérêts des États-Unis. Dans les années 1960-1980, la situation de Guerre froide rend les États-Unis hyper-réactionnaires, les gouvernements socialistes, favorables aux classes moyennes, commençant à écouter les « minorités indigènes » sont systématiquement renversés par des coups d'État militaires, tel le coup d'État chilien du 11 septembre 1973, renversant Salvador Allende. Cette période totalitaire, d'enlèvements, tortures et disparitions courantes, favorisée par la tolérance des États-Unis a vu la disparition totale de l'opinion amérindienne sur la scène politique, puisque cette scène même avait quasiment disparue.
Les années 1980 ont vu l'affaiblissement du Bloc de l'Est, les États-Unis sont donc devenus favorables à une démocratisation de la région. Peu à peu, perdant leur soutien extérieur, les dictatures ont dû se faire plus tolérantes, puis ont passé la main à des démocraties timides, toujours sous protection des États-Unis, donc vassalisées. Les états sont devenus démocratiques, mais les gestions restaient guidées par les États-Unis, les pressions populaires poussant à une gestion plus autonome. Le vrai changement semble s'être fait à partir du 11 septembre 2001. Les États-Unis, tout à leur guerre contre le terrorisme ont moins les moyens de soutenir les États autoritaires ce qui laisse désormais une plus large liberté d'expression dans ces pays. Ainsi, ces pays se démocratisent davantage, mieux : les populations amérindiennes, sentant qu'elles peuvent enfin jouer sur la scène politique, se politisent. Les amérindiens s'investissent ainsi de plus en plus et depuis peu dans la vie politique de leur pays. Après quelques postes de ministre, l'élection de Evo Morales à la présidence de la Bolivie, en décembre 2005, voit le premier amérindien atteindre la plus haute fonction de l'État dans ce pays. En Bolivie, 55 % de la population est pleinement d'origine amérindienne, amérindiens et métis y représentent ensemble 85 %.
La chute de l'Union soviétique a favorisé la démocratisation, les attentats du 11 septembre 2001 ont favorisé une liberté d'expression, permettant une vraie politisation des amérindiens qui ont peu à peu les moyens d'être écoutés. L'Amérique latine s'« (amér)indianise ».

## Doctrines et politiques des puissances étrangères
Des États-Unis
- Doctrine Monroe : « L'Amérique aux Américains », refus des interventions européennes ;
- Doctrine du Big Stick (1890-1920) : les États-Unis peuvent être la police des États voisins, dans le but de défendre les intérêts américains ;
- Doctrine Drago (1902) : recours à la force envisageable pour recouvrer une dette ;
- Doctrine Tobar (1907) : non-reconnaissance des coups d'État ;
- Doctrine Wilson : croisade pour la démocratie ;
- Politique de bon voisinage (de Hoover à Roosevelt) : une diplomatie d'égale à égale avec ses voisins ;
- Doctrine Reagan (années 1980) : lutter contre tout communisme et socialisme, notamment par des coups d'État ;
- Actuellement : avoir de bon rapport avec l'Amérique latine, seconde zone mondiale de pétrole et préserver leurs neutralités face aux actions américaines anti-intégriste.

Des puissances dominantes (surtout EU)
- Dette odieuse : faire de vastes prêts a une dictature, exiger le remboursement de la dette par les gouvernements démocrates suivants.

#### Ouvrages
- Michael Löwy, La Guerre des Dieux. Religion et politique en Amérique latine, Paris, Éditions du Félin, 1998
- Livio Maitan, Blanco Hugo, Ernest Mandel, Réformisme militaire et lutte armée en Amérique latine, Paris, François Maspero, coll. « Documents de formation », 1971, 99 p
- Vayssière Pierre, Les Révolutions en Amérique latine, Paris, Le Seuil, coll. « Points », 1991
- Dabene Olivier, L'Amérique latine à l'époque contemporaine, Paris, 2003, Armand Colin
- Collectif, Amérique latine, dossier spécial de L'Histoire, no 322, juillet-août 2007,  (ISSN 0182-2411), 114 pages
- C. Bataillon, J.-P. Deler, H. Théry, Amérique latine, Paris, Hachette, 1991
- F. Chevalier, L’Amérique latine, de l’indépendance à nos jours, Paris, PUF, 1993
- B. Lavallé, L’Amérique espagnole, de Colomb à Bolivar, Paris, Belin, 1993
- J. Sellier, Atlas des peuples d’Amérique, Paris, La Découverte, 2006
- F.X. Guerra, Modernidad e Independencias, Madrid, 1992
- M.T. Berruezo Leon, Lucha de Hispanoamerica por su independencia en Inglaterra (1800-1830), Madrid, Cultura Hispanica, 1989

#### Articles
- Jaime Massardo, « Les rapports entre les États-Unis et l'Amérique latine pendant la guerre froide », Matériaux pour l’histoire de notre temps, 1999, no 1, p. 3-8. [lire en ligne]
- « L'Amérique latine des régimes militaires », Vingtième Siècle : Revue d'histoire, no 105, 2010/1. [lire en ligne]
- El Español 1810-1814, une source pour le discours politique de l'Amérique insurgée

#### Avant 1500
- Autochtones d'Amérique, histoire démographique des Amérindiens, arts précolombiens
- Peuples indigènes d'Amérique du Sud, langues amérindiennes
- Liste d'ouvrages sur l'Amérique précolombienne classés par thème
- Zone isthmo-colombienne (en), principalement de langues chibchanes
- Zone intermédiaire américaine (en) débordant sur le nord-ouest de la Colombie
- Civilisations andines
- Esclavage dans l'Amérique préhispanique (en)

#### 1500
- Grandes découvertes, Nouveau Monde
- Bulles pontificales d'avant 1492 relatives aux colonies : Dum Diversas (1452), Romanus pontifex (1455), Aeterni regis (1481)
- Bulles pontificales de 1493 : Inter caetera, Dudum siquidem, Eximiae devotionis
- Traités de Tordesillas (1494), d’Alcáçovas (1479), de Saragosse (1529)
- Colonisation espagnole de l'Amérique, Empire espagnol (1492-1975), Tierra Firme (1498–1514, 1539–1543)
- Colonisation européenne des Amériques, commerce triangulaire, exclusif colonial
- Conseil des Indes (1511-1834), Archives générales des Indes, Relations économiques entre l'Amérique espagnole et l'Europe, Quinto real, Casa de Contratación
- Lois des Indes : Lois de Burgos (1512), Leyes Nuevas (1542), Bartolomé de las Casas (1484-1566)
- Vice-royauté de la Nouvelle-Espagne (1535-1821), Castille d'Or
- Capitainerie générale du Guatemala (1542-1821)...
- Conquête espagnole de l'Empire inca (1531-1572)
- Bannière de Hernán Cortés
- Repartimiento (1542), système colonial de travail imposé à la population indigène
- Tribut indigène
- Indios auxiliares (troupes indiennes auxiliaires)
- Chroniqueur des Indes
- Mésomaéricanistes par siècle
- Échange colombien, échange biologique intercontinental
- Maladies et épidémies amérindiennes (en), Cocoliztli
- Colonisation portugaise de l'Amérique, Brésil colonial
- 1639 : Commissum nobis, bulle pontificale interdisant l'esclavage des populations indigènes sous autorité du pouvoir colonial portugais
- Réduction (missions catholiques)
- Universités et collèges vice-royaux d'Amérique latine (es)
- Histoire des Juifs en Amérique latine et aux Caraïbes
- Historiographie de l'Amérique coloniale espagnole
- Histoire des conflits latino-américains

#### 1800
- Décolonisation de l'Amérique (d'avec l'Espagne)
- Bolivarisme, Simón Bolívar (1783-1830)
- Guerres d'indépendance hispano-américaines (1810-1825)
- Libéralisme et conservatisme en Amérique latine (1800-1900)
- Anticléricalisme en Amérique latine
- Guerre de Réforme (1857-1861, Mexique)
- Guerre hispano-sud-américaine (1865-1866, dite du guano)

#### 1900
- Populisme en Amérique latine (1900-1980)
- Guerre des Cristeros (1926-1929)
- Grande Dépression en Amérique latine (1929-1940)
- Phalangisme en Amérique latine (1930-)
- Intervention américaine dans les coups d'État en Amérique latine
- Pax Americana (1945-), Guerre froide (1947c-1991c)
- École militaire des Amériques (1946, Fort Moore), Guerre sale
- Ibéro-Amérique, Organisation des États ibéro-américains (1949, OEI)
- Interventionnisme militaire de Cuba (pt) (1959-1990c)
- Théologie de la libération (1960-), théologie du peuple, Théologie indienne interreligieuse
- Déclaration d'Ayacucho (1974)
- Washington Office on Latin America (1974, WOLA)
- Opération Condor (1975c-1985c)
- Archives de la terreur (1954-1989), Vols de la mort, Desaparecidos (1976-1983, Argentine)
- Liste de films traitant des dictatures militaires dans les pays latino-américains
- Liste d'œuvres littéraires traitant des dictatures militaires dans les pays latino-américains au XXe siècle
- Consensus de Washington (1980c-2010c), Groupe de Contadora (1980c-1990c)
- Crise de la dette des pays en voie de développement (1980c-)
- Forum de São Paulo (1990, FSP)
- Union des nations sud-américaines (1990c, UNASUR), (Communauté sud-américaine des Nations, CSN)
- Marché commun du Sud (1991-, Mercosur/Mercosul)

#### 2000
- Sommet ibéro-américain (annuel)
- Marée rose social-démocrate (2000-)
- Alliance bolivarienne pour les Amériques (2004, ALBA)
- Vague conservatrice (2010c-)
- Études latino-américaines (LAS)
- Intégration latinoaméricaine
- Politique du christianisme évangélique en Amérique latine
- Accord de libre-échange d'Amérique centrale (2004/2009-, ALEAC)
- Histoire économique de l'Amérique latine
- Crise de la dette des pays en voie de développement (1973-)
- Amérique hispanique, Espagnol d'Amérique, Hispanité
- Amérindiens dans la société latino-américaine au XXe siècle
- Métissage en Amérique (es), peuple créole (d'Amérique hispanique) (en)
- Latino-Américains, Hispaniques et Latino-Américains (aux USA)
- Afro-latino-américains (es), liste d'Afro-latinos (en)
- Système colonial de castes (es)
- Institut d'Ibéroamérique (2011, Salamanque)
- Histoire de l'Amérique centrale
- Histoire de l'Amérique du Sud andine
- Histoire des Caraïbes, Histoire afro-antillaise (en)
- Peuple créole hispano-américain (en)